# Hrabstwo Kings (Nowy Brunszwik)
Hrabstwo Kings (ang. Kings County, fr. Comté de Kings) – jednostka administracyjna kanadyjskiej prowincji Nowy Brunszwik leżąca na południu prowincji.
Hrabstwo ma 69 665 mieszkańców. Język angielski jest językiem ojczystym dla 94,6%, francuski dla 3,3% mieszkańców (2011).